# Psilogramma makirae
Psilogramma makirae là một loài bướm đêm thuộc họ Sphingidae. Loài này có ở quần đảo Solomon.